# Биття

Биття́ — інтерференція двох звукових коливань, з частотами  {\displaystyle \nu _{1}} і {\displaystyle \nu _{2}} настільки близькими, що вони не сприймаються як два роздільні коливання. Амплітуда коливань, які виникають при цьому періодично збільшується чи зменшується у часі з частотою, рівною різниці інтерферуючих коливань.
Різниця фаз таких коливань з часом змінюється, через що фази періодично збігаються (коливання підсилюють одне одне) або стають протилежними (коливання взаємно ослаблюються). Підсилення і ослаблення результативних коливань відбуваються періодично з частотою {\displaystyle \nu _{\sigma }}, що дорівнює різниці частот взаємодіючих коливань, тобто {\displaystyle \nu _{\sigma }=\nu _{1}-\nu _{2}}. В акустиці биття використовуються для порівняння тонів (наладнання муз. інструментів). Якщо різниця частот коливань двох джерел дуже мала (наприклад, менша ніж 0,1 Гц), то вухо сприймає їх як один результативний тон, інтенсивність якого змінюється з частотою, рівною {\displaystyle \nu _{1}-\nu _{2}}. Коли частоти складових коливань зближуються, то частота биття зменшується і при 
{\displaystyle \nu _{1}-\nu _{2}\to 0}. Якщо порівнювати тони методом биття, то похибка може не перевищувати 0,1 Гц. В електромагнітних коливаннях явище биття використовується в чутливих приймачах радіосигналів та вимірювальних приладах.
В музичній практиці явище биття використовується при настроюванні музичних інструментів, інколи для створення специфічного відтінку звука (так, П. Чайковський настроював рояль «з розливом»). Явище Биття використав Г. Гельмгольц для пояснення відмінностей між консонансом і дисонансом.

Сума (блакитна) двох синусоїдальних хвиль (червона і зелена) показана із збільшенням частоти однієї з хвиль. Початково обидві хвилі тотожні, тоді частота зеленої хвилі поступово збільшується на 25%. Можна побачити конструктивну і деструктивну інтерференції.